# ジュリオ・タヴァレス
ジュリオ・タヴァレス（Júlio Tavares 、1988年11月19日 - ）は、カーボベルデ・サン・ニコラウ島出身のプロサッカー選手。カーボベルデ代表。ポジションは、フォワード。

## クラブ経歴
カーボベルデのサン・ニコラウ島の町で生まれ、6歳の時にフランスに移住。2008年、フランスアマチュア選手権2部のFCブール＝ペロナと契約を結んだ。
2012年夏、トライアルを経てディジョンFCOと2年契約を結んだ。
2020年9月14日、アル・ファイサリー・ハルマに移籍した。
2022年7月25日、アル・ラーイドに移籍した。

## 代表

### ゴール
| # | 開催日         | 会場                                       | 対戦国               | スコア | 結果 | 試合概要                                 |  |
| - | -------------- | ------------------------------------------ | -------------------- | ------ | ---- | ---------------------------------------- |  |
| 1 | 2014年11月18日 | エスタジオ・ナシオナル・デ・カーボヴェルデ | ニジェール           | 3–1    | 3–1  | アフリカネイションズカップ2015予選       |  |
| 2 | 2015年6月13日  | エスタジオ・ナシオナル・デ・カーボヴェルデ | サントメ・プリンシペ | 7–1    | 7–1  | アフリカネイションズカップ2017予選       |  |
| 3 | 2017年3月28日  | スタッド・アルフォンス・タイス             | ルクセンブルク       | 2–0    | 2–0  | 親善試合                                 |  |
| 4 | 2018年6月1日   | 1962年7月5日スタジアム                     | アルジェリア         | 3–2    | 3–2  | 親善試合                                 |  |
| 5 | 2021年9月1日   | スタッド・ドゥ・ラ・レユニフィカシオン     | 中央アフリカ共和国   | 1–0    | 1–1  | 2022 FIFAワールドカップ・アフリカ2次予選 |  |
| 6 | 2021年11月13日 | エスタディオ・ムニシパル・アデリート・セナ | 中央アフリカ共和国   | 1–1    | 2–1  | 2022 FIFAワールドカップ・アフリカ2次予選 |  |
| 7 | 2022年1月9日   | オレンベ・スタジアム                       | エチオピア           | 1–0    | 1–0  | アフリカネイションズカップ2021           |  |
| 8 | 2022年6月7日   | スタッド・ド・マラケシュ                   | トーゴ               | 1–0    | 2–0  | アフリカネイションズカップ2023予選       |  |